# Удбъри (окръг, Айова)
Окръг Удбъри (на английски: Woodbury County) е окръг в щата Айова, Съединени американски щати. Площта му е 2271 km², а населението - 103 877 души (2000). Административен център е град Су Сити.